# Luitpoldbrücke (Zeil am Main)
Die Luitpoldbrücke Zeil am Main ist eine Straßenbrücke, die den Main bei Kilometer 362,92 überspannt. Sie überführt die Kreisstraße HAS 16 und verbindet die unterfränkischen Gemeinden Zeil am Main und Sand am Main.

## Geschichte
Einen Fährbetrieb auf dem Main gab es bei Zeil ab 1841. Im Jahr 1863 war die Mainüberfahrt zwischen Zeil und Sand Eigentum der Stadt Zeil geworden.
Im Jahr 1910 ließen die Gemeinden Zeil und Sand eine Mainbrücke errichten. Aus finanziellen Gründen konnte keine Steinbrücke errichtet werden. Es entstand eine 70 Meter lange, freispannende eiserne Fachwerkbrücke, die 6 Meter breit war. Das Bauwerk erhielt den Namen Prinzregent-Luitpoldbrücke und wurde am 5. März 1911 eingeweiht.
Am 12. April 1945 sprengte die Wehrmacht die Mainbrücke. Im Oktober 1946 wurde das wiederaufgebaute Bauwerk für den Verkehr freigegeben und 1960 folgte eine Verbreiterung mit zwei seitlichen Gehwegen. Im Jahr 1963 wurde die Brücke im Rahmen des Mainausbaus zur Großschifffahrtsstraße um etwa 1,5 Meter angehoben.
1995 ersetzte der Landkreis Haßberge aufgrund von hohen Instandsetzungskosten die alte Fachwerkbrücke durch eine 75 Meter lange Stabbogenbrücke. Die neue Brücke hat zwei Fahrstreifen und auf der westlichen Seite einen kombinierten Geh- und Radweg. 1996 war die Verkehrsfreigabe. Die Baukosten betrugen 4,9 Millionen DM. Am südlichen Ende der Brücke befindet sich eine Plattform mit einem Reststück der alten Mainbrücke.